# STS-51-F
STS-51-F byla osmá mise raketoplánu Challenger. Celkem se jednalo o 19. misi raketoplánu do vesmíru. Cílem letu bylo vynesení stanice „Spacelab 2“. Při tomto letu byla také do vesmíru poprvé vynesena zkamenělina dinosaura (rod Maiasaura). Během startu musel být kvůli problémům s prostředním motorem SSME poprvé a naposledy použit režim přerušení startu Abort To Orbit.

## Posádka
- C. Gordon Fullerton (2) velitel
- Roy D. Bridges (1) pilot
- F. Story Musgrave (2) letový specialista
- Anthony W. England (1) letový specialista
- Karl G. Henize (1) letový specialista
- Loren W. Acton (1) specialista pro užitečné zatížení
- John-David F. Bartoe (1) specialista pro užitečné zatížení

V závorkách je uvedený dosavadní počet letů do vesmíru včetně této mise.